# Адміністративні боївки
Адміністративні боївки (АБ) — існували порівняно недовго і радше спорадично, діяли тільки на території УПА-Захід.
Адміністративні боївки підпорядковувалися штабам Воєнних округ і тереновій мережі ОУН(б). Вони здебільшого забезпечували поточну діяльність підпілля ОУН(б) і запілля УПА: охороняли друкарні, супроводжували важливі вантажі, допомагали створювати підпільні склади і криївки, брали участь у бойових акціях відділів УПА, СКВ або боївок СБ ОУН на певній території. Також подекуди їх завдання було вдержувати кур'єрські лінії (хоч для цього також існували спеціальні групи), і дбати про порядок в межах терену — щось на зразок звичайної поліції.